# محمد رضا خان سردار فاتح
محمدرضا خان سردارِ فاتح (۱۲۶۳–۱۳۱۳ ش / ۱۳۵۳ ق)، نهمین پسر امامقلی خان حاجی ایلخانی ایلخان ایل بختیاری و همسر ایشان، بانو بی بی ماه بیگم مالملی و پدر دکتر شاپور بختیار، آخرین نخست‌وزیر محمد رضا شاه پهلوی و از خوانین با نفوذ و نامدار ایل بختیاری بود. او با یکی از دختر عموهایش، که نامش نازبیگم (دختر نجفقلی خان صمصام السلطنه) بود ازدواج کرد. لقب سردارِ فاتح با فرمان عموی دیگرش حاجی علیقلی خان سردار اسعد دوم در زمان قشون کشی بختیاریها برای فتح تهران در تابستان سال ۱۳۲۷ هجری قمری که منجر به شکست محمد علی شاه قاجار و مخالفان حکومت مشروطه سلطنتی گردید به وی داده شد. سردار فاتح در ۱۳۳۲ هجری قمری فرماندار یزد، و در ۱۳۰۰ هجری شمسی فرماندار اصفهان، و در ۱۳۰۹ هجری شمسی مقام ایل بیگی ایل بختیاری را در دست داشت.
به گفته شاپور بختیار، فرزند سردار فاتح به نقل از کتاب یکرنگی، محمدرضا خان با وجود آن که امکان تحصیل در اروپا را نیافته بود، علاقه‌مند به شعر و ادب و کسب علم و دانش بود و کمبود تحصیلات منظم را با خواندن بیش از حد، و گرد آوردن کتابخانه بزرگی که ساعت‌ها در آن وقت می‌گذراند، جبران می‌کرد. وی به ازای هر سی بیت شعری که شاپور کوچک برایش از حفظ می‌خواند، به او اجازه سوارکاری می‌داد که این امر باعث شد شاپور حدود ده هزار بیت شعر فارسی حفظ شود. وی بعدها پسرش را تشویق به ادامه تحصیلات در مدرسه فرانسوی بیروت و سپس در اروپا، که از آرزوهای عملی نشده خودش بود، کرد. دکتر شاپور بختیار همچنین نقل می‌کند که پدرش با اینکه رضاشاه را فردی شجاع، بردبار و باهوش می‌دانست، به علت عامی و کمسواد بودن وی و علاقه اش به مال اندوزی، او را رهبر مناسبی برای کشور نمی‌دانست و به همین دلیل از مخالفان به سلطنت رسیدن وی و الغای سلطنت قاجار بود.
سردارِ فاتح در ۱۳۰۹ ش به تهران بازگشت و در ۱۳۱۲ ش همراه با چندین تن دیگر از اعضای خانواده اش، به علت شورش در برابر اقدامات رضاشاه در مورد محدود کردن قدرت خوانین بختیاری و قلع و قمع عشایر متمرد و سرکش دستگیر و در سال ۱۳۱۳ ش در تهران درون زندان قصر به همراه عده دیگری از سران و خوانین عشایر محکوم به اعدام و سپس تیرباران گردید. اعدام محمد رضا خان به فرمان رضاشاه، درست در زمانی که شاپور به همراه پسر عمویش تیمور بختیار در فرانسه آماده نام‌نویسی در دانشگاه بود، وقفه دو ساله‌ای در تحصیلات شاپور انداخت.